# Forces françaises au Sahel
 (juillet 2023).
Si vous disposez d'ouvrages ou d'articles de référence ou si vous connaissez des sites web de qualité traitant du thème abordé ici, merci de compléter l'article en donnant les références utiles à sa vérifiabilité et en les liant à la section « Notes et références ».
Les forces françaises au Sahel (FFS) constituaient, de 2022 à 2025, le dispositif militaire français de transition au Sahel succédant à l'opération Barkhane, comprenant des bases opérationnelles au Tchad et au Niger. La zone d’action théorique s’étendait également au Burkina Faso et à la Mauritanie, mais excluait le Mali.
Le déploiement de ces forces est basé sur une logique de partenariat (accords de défense, action civilo-militaire, aide au développement, aide humanitaire, etc.) avec les principaux pays de la région. Les militaires français appuient les forces armées et les forces de sécurité locales dans la lutte contre les groupes armés terroristes aux côtés de leurs partenaires européens et américains.
Les FFS ont marqué une tentative de reconfiguration de la présence militaire française vers un modèle de partenariat, avant de connaître un démantèlement complet achevé en janvier 2025.
Le dispositif est composé d'environ 3 000 militaires français.

## Commandement
- Général de division Bruno Baratz, depuis le 10 novembre 2022.

## Retraits successifs
En janvier 2023, le gouvernement de transition du Burkina Faso demande officiellement le retrait des forces françaises, composées d'environ 400 membres des forces spéciales de l'opération "Sabre",.
Le 3 août 2023, le Niger dénonce plusieurs accords de coopération militaire avec la France. En réponse à cette décision, la France annonce en septembre le retrait de ses 1 500 militaires stationnés dans le pays. Le retrait s'achève en décembre 2023, accompagné de la fermeture de l'ambassade de France à Niamey.
Le 28 novembre 2024, le gouvernement du Tchad annonce la fin de ses accords de coopération militaire avec la France. Cette décision marque le début du processus de retrait échelonné des forces françaises du territoire tchadien avec la rétrocession successive de la base de Faya-Largeau le 26 décembre 2024, de la base d'Abéché le 11 janvier 2025, et de la Base Aérienne Sergent Chef Adji Kosseï de N'Djamena le 30 janvier 2025, cette dernière étape marquant la fin définitive de la présence militaire française au Sahel.